# Ķīpsala
Ķīpsala es una isla del país europeo de Letonia, en la orilla izquierda del río Daugava, conectada al centro de la ciudad de Riga y a Pardaugava a través del puente Vanšu. Kipsala está separada del resto de Riga por el Daugava en el este, Roņu dīķis en el norte, Zunda en el oeste y Agenskalna līcis en el sur.
En los últimos años Kipsala se ha convertido en una prestigiosa zona para vivir en Riga.